# Langenvenne
Koordinaten: 51° 11′ 45″ N, 9° 21′ 54″ O
Langenvenne (auch Langen-Venne) ist eine Dorfwüstung in der heutigen Gemarkung von Gudensberg im nordhessischen Schwalm-Eder-Kreis. 

## Geographische Lage
Der Ort lag an einem nach Südosten abfallenden Hang auf etwa 261 m Höhe über NHN rund 2 km nördlich der Altstadt von Gudensberg, westlich des Odenbergs und unweit westlich der Landesstraße L 3221 von Gudensberg nach Besse. Seine genaue Lage ist bisher nur ungefähr zu lokalisieren. Die Wüstung Karlskirchen befindet sich nur wenige hundert Meter weiter nordöstlich.

## Geschichte
Auf dem Gelände der aufgegebenen Siedlung wurden 1962 Oberflächenfunde von Scherben mittelalterlicher Provenienz entdeckt, aber auch Fundstücke aus bandkeramischer Kultur und vorrömischer Eisenzeit.
Im Zehntenverzeichnis des St. Petri-Stifts in Fritzlar des Jahres 1209 wird „Vennelangen“ erstmals unter diesem Namen schriftlich erwähnt. Aber bereits 1045 wird ein Ort „vanahae“ im Hessengau und in der Grafschaft Maden erwähnt (siehe Venne (Gudensberg)), und 1102 gab es mit Sicherheit bereits zwei Dörfer namens „vennee“, als Graf Werner IV., Vogt des Klosters Kaufungen, der dortigen Äbtissin Diameda mehrere Mansen in zwei verschiedenen Orten namens „vennee“ übergab; dabei handelte es sich offenkundig um Mittelvenne und das benachbarte Langenvenne.
Verschiedene Adelsfamilien und kirchliche Institutionen hatten Besitz oder Einkünfte im Ort, wie aus noch vorhandenen urkundlichen Vermerken hervorgeht: 
- Das Fritzlarer St. Petri-Stift besaß noch bis um 1450 einen Mansus zu Langen-Venne und hatte verschiedene Einkünfte aus dem Ort, und im Jahre 1342 verkauften die Hund dem Stift die Hälfte ihres Erbgutes zu Langen-Venne.
- Die Brüder Johann und Dietrich von Wehren verkauften 1290, mit Einwilligung ihrer Schwestern Bertradis und Gysele, der Ballei des Deutschen Ordens in Marburg 12 Morgen Land in Langen-Venne, und 1293 verkaufte der Ritter Hermann von Felsberg dem Deutschen Orden in Marburg ebenfalls Güter zu Langen-Venne.
- 1345 verkauften Gudensberger Bürger dem Heiligen-Kreuz-Altar in der Gudensberger Stadtkirche „St. Margarethen“ eine Gülte von Wiesen zu Langen-Venne.
- 1350 belehnte Landgraf Heinrich II. von Hessen Otto von Holzhausen[4] mit einem Gut zu Langen-Venne.
- 1356 ertauschte Landgraf Heinrich II. von den Herren von Wehren gegen das Dorf Riede das bisher von ihnen als hessisches Lehen gehaltene Gericht Mittel-Venne und Langen-Venne.[5]

Der Ort lag dann ab Anfang des 15. Jahrhunderts wüst. Seine Bewohner waren inzwischen, auf Druck des Landgrafen Heinrich II., in die 1356 als selbständige Stadt gegründete sogenannte „Freiheit“, die Neustadt von Gudensberg, umgesiedelt und bewirtschafteten die Felder des Orts von dort aus. Noch im Jahre 1429 erhielt ein Gudensberger Altarist eine Verschreibung aus einer Hube zu Langen-Venne, und 1498 stiftete die Gudensberger Einwohnerin Gele Fleischhauer einen halben Acker Wiese zu Langen-Venne. Letztmals urkundlich erwähnt wurde der Ort im Jahre 1525, als das Kloster Haina Güter zu Langen-Venne kaufte.